# Fawcett (Alberta)
Fawcett est un hameau (hamlet) du Comté de Westlock, situé dans la province canadienne d'Alberta.

## Démographie
En tant que localité désignée dans le recensement de 2011, Fawcett a une population de 73 habitants dans 27 de ses 30 logements, soit une variation de -7,6 % par rapport à la population de 2006. Avec une superficie de 0,491 4 km2, le hameau possède une densité de population de 148,555 1 hab/km2 en 2011.
Concernant le recensement de 2006, Fawcett abritait 79 habitants dans 28 de ses 38 logements. Avec une superficie de 0,491 5 km2, le hameau possédait une densité de population de 160,7 hab/km2 en 2006.